# Der Fuhrmann des Todes
Der Fuhrmann des Todes (Originaltitel: Körkarlen, wörtlich: „Der Fuhrmann“) ist ein Roman der schwedischen Schriftstellerin Selma Lagerlöf. Der 1912 erschienene Roman erzählt eine Legende aus der Bretagne nach: Derjenige Mann, der in der Silvesternacht als letzter vor Anbruch des neuen Jahres stirbt, muss ein Jahr lang als Fuhrmann des Todes die Seelen der Sterbenden von ihren Körpern erlösen. Vor dem Hintergrund dieser Legende schildert Selma Lagerlöf die grenzenlos aufopferungsvolle Liebe einer Frau zu einem unwürdigen Mann und den zähen Kampf des Guten mit dem Bösen.

## Handlung
Der Roman spielt in einer schwedischen Kleinstadt zu Beginn des 20. Jahrhunderts. Edit, eine junge Sozialhelferin im Dienste der Heilsarmee, liegt an einem Silvesterabend, schwer an Tuberkulose erkrankt, im Sterben. Vor ihrem Tod möchte sie noch einmal David Holm, einen ihrer Schützlinge, sehen. Mit David Holm verbindet sie eine besondere Beziehung: David Holm, ein gewalttätiger Alkoholiker, war der Erste, der vor einem Jahr am Neujahrstag in ihre damals neueröffnete Sozialstation kam. Bei ihm hatte sich Edit an Tuberkulose angesteckt. Edit wollte ihm immer helfen, aber er hat sie stets zurückgewiesen. Schließlich hatte Edit eine tiefe Liebe zu David empfunden. Als Edit erfahren hatte, dass David verheiratet ist, dass ihn Frau und Kinder aber verlassen hatten, um sich in Sicherheit zu bringen, hatte sie Davids Frau überredet, zu David zurückzukehren. Damit aber hat Edit schwere Schuld auf sich geladen, da David Frau und Kinder nun schlechter behandelt als je zuvor und sogar seine Kinder absichtlich mit Tuberkulose anstecken will. Edit will nun ein letztes Mal versuchen, alles in Ordnung zu bringen.
David sitzt derweil mit Trinkkumpanen auf dem Friedhof und erzählt ihnen die schauerliche Geschichte vom Fuhrmann des Todes, die er einmal von seinem Freund Georges gehört hatte. Georges hatte David einst zum Trinken und zum schlechten Lebenswandel verführt, soll aber letztes Jahr an Silvester gestorben sein. David gerät in eine Schlägerei mit seinen Kumpanen, erleidet einen Blutsturz und fällt leblos zu Boden. In diesem Augenblick schlägt die Turmuhr der Kirche Mitternacht, und unter schrecklichem Knarren und Knirschen nähert sich die Karre des Todes. Fuhrmann ist niemand anderes als Davids alter Freund Georges. David muss nun Georges ablösen und ein Jahr lang als Fuhrmann des Todes dienen. Da sich David weigert, fesselt Georges ihn und wirft ihn auf die Totenkarre.
Nun sucht Georges mit David die Menschen auf, die David am meisten geliebt haben und denen er am meisten geschadet hat: Zuerst fahren sie zu der sterbenden Edit. Als David erfährt, dass Edit ihn geliebt hat, wird er weich und fällt vor Edit auf die Knie. Edit kann nun in Frieden sterben, Georges löst ihre Seele aus ihrem Körper.
Dann fahren Georges und David zu einem Gefängnis, in welchem Davids jüngerer Bruder einsitzt. Dieser hatte, von David verführt, mit dem Trinken angefangen und im Alkoholrausch einen Mord begangen. Jetzt liegt Davids Bruder im Sterben. Er bereut, dass er sein Versprechen, das er einst einem kranken Kind gegeben hatte, nicht mehr erfüllen kann. David gelobt, dass er für seinen Bruder das Versprechen erfüllen wird, und so kann auch Davids Bruder in Frieden sterben.
Schließlich fahren Georges und David zu Davids Frau. Diese will sich und die Kinder töten, da sie das Leben mit David nicht mehr erträgt und keinen Ausweg sieht. David spürt, dass der liebevolle Geist Edits ihn umgibt, und empfindet zum ersten Mal in seinem Leben Liebe zu seinen Kindern. Auf Bitten Davids erlaubt Georges, dass Davids Seele in seinen Körper zurückkehrt. Als Sühne dafür, dass er einst David auf die schlechte Bahn geführt hat, wird Georges ein weiteres Jahr als Fuhrmann des Todes dienen.
David erhebt sich nach der Schlägerei mit seinen Kumpanen, geht nach Hause und kümmert sich um Frau und Kinder. Er beginnt damit, ein besserer Mensch zu werden und das Unrecht, das er getan hat, wiedergutzumachen. Dann betet er das Neujahrsgebet, das er vom Fuhrmann gelernt hat: Gott, lass meine Seele zur Reife kommen, bevor sie geerntet wird.

## Bedeutung
Selma Lagerlöf hatte von der schwedischen Vereinigung zur Bekämpfung der Tuberkulose den Auftrag erhalten, eine Abhandlung über die Tuberkulose und deren Bekämpfung zu schreiben. Selma Lagerlöf selbst war mit der Tuberkulose bereits in Berührung gekommen: Ihre ältere Schwester Anna und deren kleines Kind waren an dieser damals, vor Erfindung der Antibiotika, weit verbreiteten und gefürchteten Krankheit gestorben. Schon in Nils Holgersson spielte die Problematik der Tuberkulose eine wichtige Rolle. Doch da Selma Lagerlöf sich am liebsten in erzählerischer Weise äußerte, wurde aus dem geplanten Tuberkulose-Traktat der Roman Körkarlen.
Körkarlen ist, obwohl nur kurz – er umfasst kaum mehr als 100 Seiten –, ein äußerst vielschichtiger und raffiniert gebauter Roman. Sehr geschickt ist schon die Grundkonzeption: Obwohl der Roman in nur wenigen Minuten der Silvesternacht spielt, umfasst er eine weite Perspektive.
Das ursprüngliche Anliegen ist in dem Roman durchaus noch zu finden, denn es sind, wenn auch geschickt in die Handlung integriert, Hinweise zur Bekämpfung der Tuberkulose enthalten. Darüber hinaus hat Selma Lagerlöf hier deutlicher als in ihren früheren Werken konkrete, gegenwärtige soziale Missstände (Alkoholismus, häusliche Gewalt) aufgegriffen. Die Erfahrungen, die sie als junge Lehrerin in der südschwedischen Kleinstadt Landskrona mit der sozialen Verelendung im Gefolge der Industrialisierung gemacht hat, konnte sie hier literarisch verarbeiten. Allerdings verzichtet Selma Lagerlöf auf einen sozialkritischen Realismus und arbeitet mit Andeutungen und indirekten Darstellungsformen. Auch ist David Holm weniger ein realistisches Porträt eines desozialisierten Alkoholikers als eine Verkörperung des Bösen an sich.
In scheinbarem Gegensatz zu den konkret aufgegriffenen sozialen Problemen steht die Spukgeschichte vom Fuhrmann des Todes. In keinem der Werke Selma Lagerlöfs spielt das Übernatürliche eine so dominierende Rolle wie in Körkarlen. In einem Brief an Sophie Elkan aus der Zeit, in der sie an Körkarlen arbeitete, schrieb Selma Lagerlöf, dass sie abends, wenn sie allein in ihrem Zimmer sitze, manchmal das Gefühl habe, dass nur ein dünner Vorhang sie von der jenseitigen Welt trenne. Dieses Gefühl ist ein Grundmotiv von Körkarlen. Zugleich ist der Gedanke, dass die Seele im menschlichen Körper gefangen sei und nach dem Tode frei werde, ein in der abendländischen Geistesgeschichte tief verwurzeltes, letztlich auf Platon zurückgehendes, Motiv. Allerdings lässt sich die ganze Geschichte vom Fuhrmann auch als Albtraum Davids während seiner Ohnmacht lesen und damit rational erklären.
Letztlich handelt Körkarlen vom Kampf des Guten, verkörpert durch Edit, mit dem Bösen, verkörpert durch David. Der Kampf Edits mit David wird zur Konfrontation des Weiblichen mit dem Männlichen: Wie so oft bei Selma Lagerlöf ist es die Liebe einer Frau, die den Mann erlöst.

## Ausgaben

### Schwedisch
- ISBN 91-0-010746-8

### Deutsch
- ISBN 3-436-01882-1

## Verfilmungen
Der Roman wurde insgesamt dreimal verfilmt. Die bekannteste ist trotz ihres Alters die gleichnamige Verfilmung von 1921 unter Regie von Victor Sjöström, der auch die Hauptrolle spielte. Der Stummfilm-Klassiker wurde 2012 von Kritikern zum größten schwedischen Film aller Zeiten gekürt. Bei der Herstellung des Filmes wurde Sjöström auch durch Lagerlöf beraten. 1939 entstand eine zweite Verfilmung von Julien Duvivier in Frankreich unter dem Titel La charrette fantôme. Die bisher letzte Verfilmung Fuhrmann des Todes unter Regie von Arne Mattsson wurde 1958 in Schweden herausgebracht.